# Hauptamt SS-Gericht
Hauptamt SS-Gericht var SS rättsliga huvudbyrå, som utredde och prövade brott begångna av medlemmar i SS och polisen.

## Chefer
- Ernst Bach (1933)
- Paul Scharfe (12 juni 1933 — 29 juli 1942)
- Franz Breithaupt (29 juli 1942 — 28 april 1945)
- Günther Reinecke (28 april 1945 — maj 1945)

### Webbkällor
- ”Hauptamt SS-Gericht”. Axis History. Arkiverad från originalet den 25 april 2014. https://www.webcitation.org/6P6gl1QAc?url=http://www.axishistory.com/books/179-germany-ss/ss-unsorted/5068-hauptamt-ss-gericht. Läst 25 april 2014.